# 沙格納斯蒂島
沙格納斯蒂島（英語：Shagnasty Island），是南極洲的島嶼，位於倫頓角以西0.5公里的克勞斯灣北部，屬於南奧克尼群島的一部分，在1933年由英國研究隊繪入地圖，現時由南極條約體系管理。